# Distretto di Motupe
Il distretto di Motupe è uno dei dodici distretti della provincia di Lambayeque, in Perù. Si trova nella regione di Lambayeque e si estende su una superficie di 557,37 chilometri quadrati.

Ha per capitale la città di Motupe e contava 24.532 abitanti nel censimento del 2005.